# Каверет
Каве́рет (ивр. כוורת‎ — улей) — одна из самых известных израильских рок-групп, завоевавшая широкую популярность у нескольких поколений израильтян. В своих композициях сочетала мелодичный рок с комическими текстами; песни на концертах перемежались юмористическими репризами. Группа существовала в 1973—1976 годах и впоследствии несколько раз воссоединялась для проведения «ностальгических» концертов.

## Состав
- Данни Сандерсон — вокал, акустическая гитара, иногда электрогитара
- Гиди Гов — вокал, перкуссия, иногда электрогитара
- Ицхак «Черчилль» Клептер — вокал, электрогитара, иногда ритм-гитара
- Алон Олеарчик[ивр.] (1950) — вокал, бас-гитара
- Эфраим Шамир — вокал, ритм-гитара, иногда электрогитара
- Меир «Пуги» Фенигштейн — вокал, барабаны, перкуссия
- Йони Рехтер — вокал, клавишные

## История
Пятеро участников будущего состава «Каверет» (Сандерсон, Гиди Гов, Шамир, Олеарчик, Фенигштейн) познакомились во время военной службы в «Лахакат ха-Нахаль» — армейском ансамбле с долгой историей. После своей демобилизации они предприняли неудачные попытки создания двух рок-опер (одна из которых — «Истории Пуги» — стала названием первого альбома будущей группы «Каверет»). Тексты и музыку обеих опер написал Данни Сандерсон. В этих экспериментах участвовали и другие музыканты, среди которых были Клептер (игравший в группе The Churchills) и Рехтер.
В 1973 году, после самостоятельной записи неудачного сингла, выпуск которого различные продюсеры и фирмы грамзаписи откладывали, группа подписала контракт с продюсером Авраамом Деше Пашанелем, который согласился издать материал, сочинённый Сандерсоном, при условии отказа от амбициозной постановки рок-оперы в пользу обычной концертной программы, состоящей из песен и реприз. Эта программа и вошла в первый альбом группы, «Истории Пуги». На период 1973—1976 годов Каверет получает звание «Группа года» в ежегодном хит-параде на государственном радио Израиля.
В 1974 году «Каверет» представлял Израиль на конкурсе Евровидения с песней «Натати ла хаяй» (נתתי לה חיי, «Я отдал ей свою жизнь»), заняв седьмое место. Группа выступала под названием «Poogy». В том же году они отыграли один из самых больших концертов в истории Израиля, когда при трёхмиллионном населении страны группу слушало свыше 500 000 человек. «Улицы Израиля были пусты», — рассказывал Шамир об этом событии.
В 1976 году группа распалась. Шестеро из семи участников группы после её распада продолжили сольные карьеры в качестве звёзд израильской сцены, а седьмой, барабанщик Меир «Пуги» Фенигштейн, стал кинопродюсером. Гиди Гов и Данни Сандерсон вместе с вокалисткой Мази Коэн и другими музыкантами образовали группы «Газоз» (1978) и «Дода» (1980), но эти проекты были недолговечными.

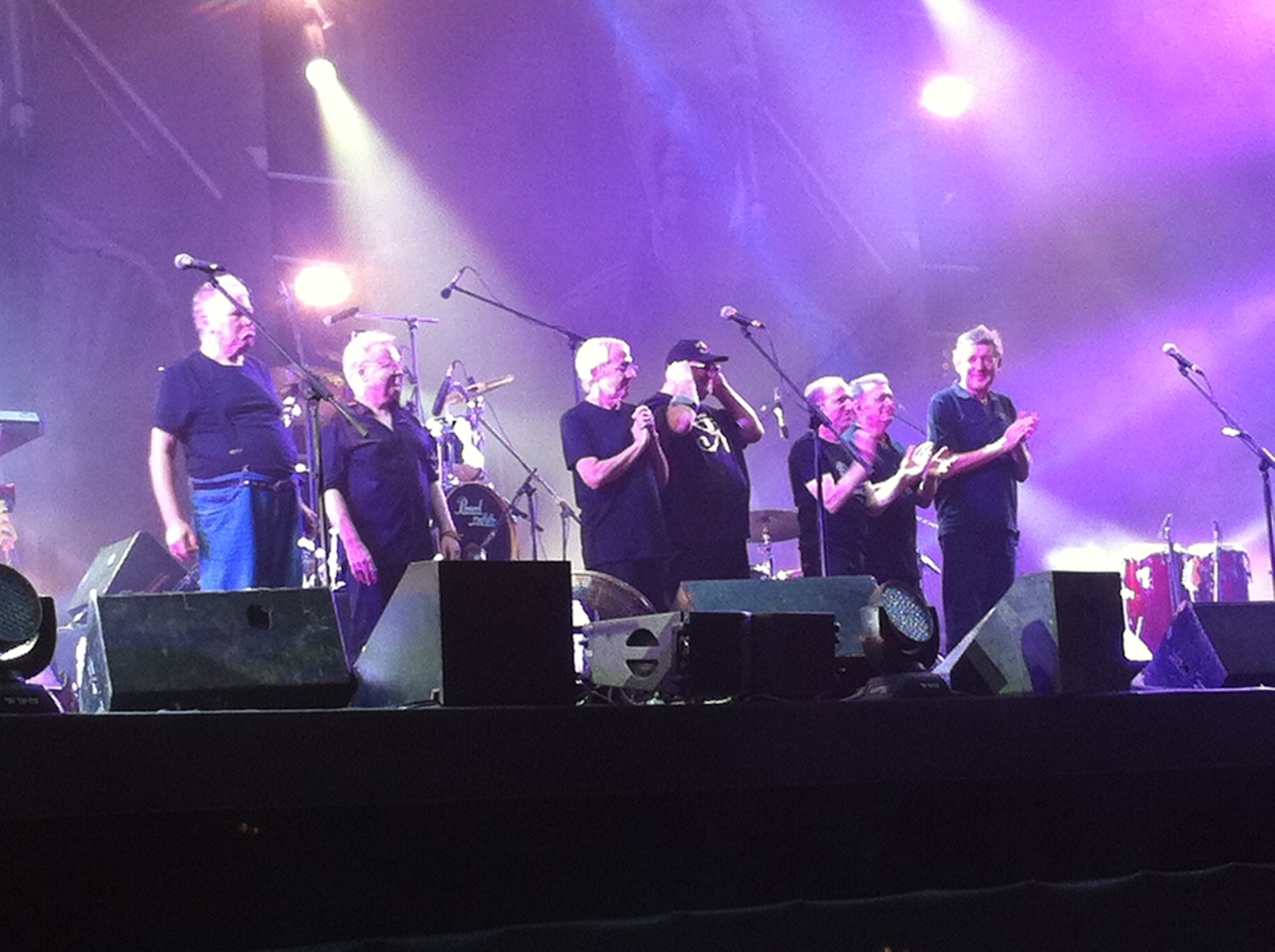
Каверет в августе 2013 года

В дальнейшем группа каждые несколько лет воссоединялась и проводила турне с концертами в Израиле и за границей. Такие турне проходили в 1984, 1990 и 1998 годах. Ещё один концерт группы прошёл в 2000 году, когда она собралась для сбора денег на операцию одному из участников, Ицхаку Клептеру. В 2013 году была проведена ещё одна серия концертов в объединённом составе, а последний концерт, прошедший 9 августа 2013 года, был заснят и вышел в альбоме и на DVD под названием «Последний концерт».

## Дискография

### Студийные альбомы
- 1973 — סיפורי פוגי (Сипурей Пуги — «Рассказы Пуги»)
- 1974 — פוגי בפיתה (Пуги бе-пита — «Пуги в пите»)
- 1975 — צפוף באוזן (Цафуф ба-озен — «Тесно в у́хе»)

### Концертные альбомы
- 1984 — Концерт летом 1984 года (הופעה חיה, קיץ) — запись концерта в тель-авивском парке Яркон.
- 1999 — Каверет в парке (כוורת בפארק) — запись юбилейного концерта 28 мая 1998 года в парке Яркон.
- 2013 — Последний концерт (המופע האחרון).

### Видео
- Концерт 1975 года Архивная копия от 7 апреля 2019 на Wayback Machine
- (иврит) Документальный фильм об истории группы (недоступная ссылка) (из сериала об истории израильского рока «Конец сезона апельсинов»)